# Whitelaw Reid

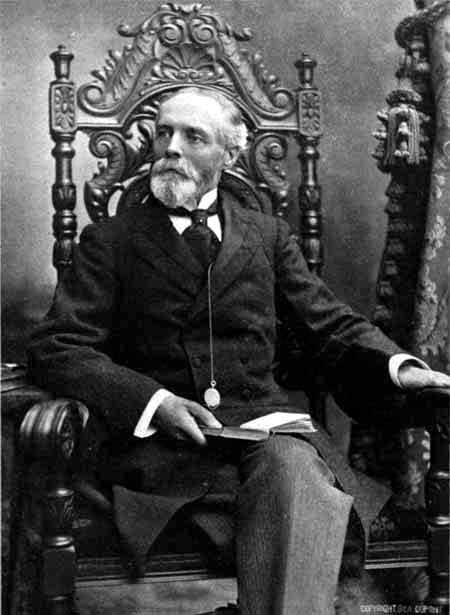
Whitelaw Reid

Whitelaw Reid, född 27 oktober 1837 i Cedarville, Ohio, död 15 december 1912 i London, England, var en amerikansk politiker, diplomat och publicist. Han var chef för USA:s diplomatiska beskickning i Frankrike 1889-1892. Han var sedan republikanernas vicepresidentkandidat i presidentvalet i USA 1892. Han tjänstgjorde som USA:s ambassadör i London från 1905 fram till sin död.
Reid utexaminerades 1856 från Miami University i Oxford, Ohio. Han var länge ansvarig utgivare för New York Tribune. Han efterträdde 1889 Robert Milligan McLane som USA:s minister (Envoy Extraordinary and Minister Plenipotentiary) i Paris. USA:s beskickningschef i Paris fick ambassadörs rang först 1893, året efter Reids återkomst till USA.
Thomas C. Platt, en mäktig politisk boss från delstaten New York, var emot nomineringen av Levi P. Morton till återval som USA:s vicepresident. Platt och de andra bossarna fick sin vilja igenom efter att Whitelaw Reid, även han bosatt i delstaten New York, hade föreslagits som kandidat. President Benjamin Harrison, som nominerades till omval, protesterade inte mot förslaget att nominera Reid och nomineringen gick igenom enhälligt. Platt och hans anhängare var övertygade om Harrisons förlust och de hade planer på att nominera Morton till guvernörskandidat i New York två år senare. Att vara med om ett förlorat val skulle i deras ögon ha varit Morton till skada. Harrison och Reid förlorade valet mot demokraterna Grover Cleveland och Adlai E. Stevenson.
Reid efterträdde 1905 Joseph Hodges Choate som USA:s ambassadör i London. Han avled 1912 i ämbetet. Han gravsattes på Sleepy Hollow Cemetery i Sleepy Hollow, New York.